# Sander van Meurs
 (octobre 2018).
Sander van Meurs, né en 1974 aux Pays-Bas, est un  producteur néerlandais.

## Filmographie
- 2006 : Absolutely Afro de Dorothée Van Den Berghe
- 2008 : Nothing to Lose de Pieter Kuijpers
- 2012 : Manslaughter de Pieter Kuijpers
- 2012 : De Ontmaagding Van Eva Van End de Michiel ten Horn[2]
- 2013 : L'amour est la parole de Pieter Kuijpers
- 2014 : Bloedhond de Mees Peijnenburg[3]
- 2014 : Geen Koningen in ons bloed de Mees Peijnenburg[4]
- 2014 : Scrap Wood War de Margien Rogaar[5]
- 2014 : Aanmodderfakker de Michiel ten Horn
- 2014 : Boys de Mischa Kamp[6]
- 2015 : Sunny Side Up de Lourens Blok
- 2016 : Import de Ena Sendijarević
- 2016 : Mister Coconut de Margien Rogaar
- 2016 : Riphagen de Pieter Kuijpers[7]
- 2017 : Quality Time de Daan Bakker
- 2018 : My Foolish Heart de Rolf van Eijk[8]
- 2018 : Billy de Theo Maassen[9]